# Willien van Wieringen
Wilhelmina Cornelia Gerarda (Willien) van Wieringen (Zoetermeer, 13 april 1964) is een Nederlands neerlandicus, theologe en koordirigent.

## Levensloop

### Jeugd en opleiding
Van Wieringen werd geboren in Zoetermeer en groeide op in een katholiek gezin. Als kind zong ze in het kinderkoor "De Zoetermerels" in de Nicolaaskerk. Ze ging naar het Alfrink College aldaar en studeerde vervolgens taal- en letterkunde bij Frits van Oostrom aan de Universiteit van Leiden. Ze behaalde daar eerstegraads lesbevoegdheid en werkte vervolgens als docent Nederlands als tweede taal. Ze ging in 1994 theologie studeren aan de Katholieke Theologische Universiteit in Utrecht en studeerde in 1999 af bij bijbelwetenschappen. Ze promoveerde op 23 maart 2007 bij prof. dr. P.C. Beentjes aan de Universiteit van Tilburg op het proefschrift 'Delila en de anderen'.

### Werkzaamheden
Van Wieringen was tussen 1977 en 1982 dirigent van het kinderkoor "De Zoetermerels". Hierna werd zij in 1984 dirigent van het jongerenkoor "Mi Segua", een taak die ze tot 2003 vervulde. Ze werkte vanaf 1994 als coördinator taaltrainingen bij een bureau voor advies en communicatie. Van 1999 tot 2006 was ze werkzaam als onderzoeker op het gebied van exegese Eerste Testament aan de Katholieke Theologische Universiteit in Utrecht. Hierna werd ze onderzoeker aan de Faculteit Katholieke Theologie in Tilburg en docent van het Oude Testament Hebreeuws aan de FHTL in Utrecht. Sinds 2011 is ze actief als docent Hebreeuws op de website Lucepedia en is webredacteur op de site van het Bisdom Rotterdam. Ze is  daarnaast ook werkzaam als vaste dirigente van het Incanto-koor in de Nicolaaskerk in Zoetermeer en schrijft samen met componist Dennis Koot ook vele kerkliederen voor het koor. Sinds 2024 presenteerd zij samen met Roderick Vonhögen en Michael-Dominique Magielse het "Geloofsgesprek" van de KRO-NCRV als opvolgster van Leo Fijen.

## Publicaties
- 2007 - Delila en de anderen
- 2016 - Dochter in de aanbieding

- Gemeinsame Normdatei: 136954871
- International Standard Name Identifier: 0000 0000 5755 7302
- Library of Congress Control Number: no2008063889
- Nationale Bibliotheek van Israël: 987011945965705171
- Nederlandse Thesaurus van Auteursnamen: 303005203
- Virtual International Authority File: 81213392
- WorldCat: E39PBJwXdfpjDfK6Y6yBFDkv73